# Ridha Chalghoum
Ridha Chalghoum (arabe : رضا شلغوم), né en 1962 à Gafsa, est un homme politique tunisien. Il est ministre des Finances entre 2010 et 2011, au sein du gouvernement Ghannouchi et du premier gouvernement d'union nationale qui suit la révolution de 2011, et de 2017 à 2020.

## Biographie
Ridha Chalghoum est titulaire d'un diplôme d'études supérieures, spécialité financement du développement. Auparavant, il étudie à la faculté des sciences économiques et de gestion de Sfax, où il obtient une licence en sciences économiques, ainsi qu'à l'Institut de défense nationale.
Il est président du Conseil du marché financier puis membre du Conseil économique et social. Il travaille auparavant au ministère des Finances tunisien, où il est chef de cabinet du ministre, directeur général des avantages fiscaux et financiers et directeur de l'épargne et du marché financier. Le 14 janvier 2010, il devient ministre des Finances, poste qu'il conserve jusqu'au 27 janvier 2011, alors que les personnalités politiques ayant exercé des responsabilités politiques dans les anciens gouvernements du régime de Zine el-Abidine Ben Ali sont systématiquement remplacées. Il est ainsi successivement membre des gouvernements Ghannouchi I et Ghannouchi II. Il est assisté d’un secrétaire d’État, Moncef Bouden. À partir de 2011, Ridha Chalghoum est PDG de la Société tunisienne de garantie qui gère des fonds de garantie provenant essentiellement de l'État tunisien, de la Banque mondiale, de l'Union européenne et de l'Agence française de développement.
Dans le contexte des procès suivant la chute du régime Ben Ali, il est entendu par la justice le 4 avril 2011.
Le 17 février 2016, il est nommé conseiller auprès du président de la République Béji Caïd Essebsi chargé du suivi des réformes économiques. Le 22 juin 2017, il est nommé directeur de cabinet du chef du gouvernement Youssef Chahed. Le 6 septembre, il devient ministre des Finances pour la seconde fois, cédant son ancien poste à Maher Sellami. Il rejoint par la suite le parti présidentiel, Nidaa Tounes, une information démentie par des sources proches de l'intéressé.
Le 8 novembre 2019, il est désigné ministre du Développement et de la Coopération internationale par intérim, avant de quitter le gouvernement le 27 février 2020.
Le 6 avril 2021, il est nommé directeur général de la Compagnie des phosphates de Gafsa, fonction qu'il occupe jusqu'à son départ à la retraite le 1er octobre 2023.

## Décoration
Ridha Chalghoum est chevalier de l'Ordre de la République.